# Kajkavisk
Kajkavisk (kroatisk: kajkavica, kajkavski, kajkavština) er en af tre dialekter i det kroatiske sprog. De to øvrige er štokavisk (som benyttes som standardsprog) og čakavisk. Kajkavisk tales mest i hovedstaden Zagreb, Zagorje og de øvrige  dele af det nordlige indland i Kroatien. Fra 1500-tallet og frem til midten af 1800-tallet var kajkavisk den dialekt som man baserede det kroatiske standardsprog på.

## Etymologi
Ligesom tilfældet er med de to andre dialekter, štokavisk og čakavisk, skyldes navnet på den kajkaviske dialektale undergruppen hvordan ordet for  «hvad» lyder: I nordlig kroatisk, likesom i slovensk, er det kaj.
Uden for Kroatiens nordligste regioner tales der også kajkavisk i Østrigs Burgenland og en række enklaver i Ungarn langs den østrigske og kroatiske grænse og i Rumænien.